# 2804 Yrjö
2804 Yrjö è un asteroide della fascia principale del diametro medio di circa 22,84 km. Scoperto nel 1941, presenta un'orbita caratterizzata da un semiasse maggiore pari a 3,0128960 au e da un'eccentricità di 0,0790115, inclinata di 11,22092° rispetto all'eclittica.
L'asteroide è dedicato all'astronomo finlandese Yrjö Väisälä, cui è stato dedicato anche 1573 Väisälä.